# SDI Media Denmark
SDI Media Denmark er en af SDI Media Group s internationale filialer. Virksomheden har hovedkontor i København. Virksomheden leverer teknologidrevne end-to-end-løsninger til film, tv, spil, nye medier og virksomhedsbehov.

## Kunder
- Dreamworks / Paramount
- Fox
- Disney Character Voices International
- Nickelodeon
- Warner Bros.
- Cartoon Network
- Danmarks Radio
- Disney Channel

## Stemmeaktører
- Mathias Klenske
- Annevig Schelde Ebbe
- Sara Poulsen
- Oliver Ryborg
- Garl Gustav-Weyde Andersen
- Martine Hjejle
- Allan Klie
- Peter Røschke
- Oliver Ulrichs
- Simon Nøiers
- Trine Glud

## Eksterne links
- Officiel hjemmeside